# Telești
Teleşti é uma comuna romena localizada no distrito de Gorj, na região de Oltênia. A comuna possui uma área de 44.74 km² e sua população era de 2749 habitantes segundo o censo de 2007.